# Aulus Cornelius Palma Frontonianus
Aulus Cornelius Palma Frontonianus was een Romeins generaal, politicus en consul. 
Hij was afkomstig uit de stad Volsinii in Etrurië. 
Zijn eerste bekende post was die van pretoriaans legaat in Romeinse provincie Asia ten tijde van het bewind van Domitianus. In de jaren 94-97 was hij commandant van een legioen. Kort daarna werd hij in 99 voor het eerst consul ordinarius. Meteen daarna werd hij benoemd tot gouverneur van de provincie Hispania Citerior. Relatief kort daarna werd hij gouverneur van Syria. Onder keizer Trajanus annexeerde hij in het jaar 106 Nabatea, waardoor het mogelijk werd de nieuwe Romeinse provincie Arabia Petraea in het leven te roepen. In 109 was hij opnieuw enige tijd consul.
Trajanus lijkt Cornelius Palma te hebben gewaardeerd vanwege diens bestuurlijke en militaire vaardigheden. Zijn goede relatie met de keizer kan in het jaar 118, enige maanden na de dood van Trajanus, een beslissende factor zijn geweest in zijn executie op bevel van de nieuwe keizer Hadrianus. 